# Куликова, Мария Григорьевна
Мари́я Григо́рьевна Кулико́ва (род. 4 августа 1977, Москва) — российская актриса театра, кино и дубляжа.

## Биография
Мария Григорьевна Куликова родилась 4 августа 1977 года в Москве. Мать, Наталия Ивановна Куликова  — инженер; отец, Григорий Владимирович Куликов — профессиональный певец на Гостелерадио; бабушка со стороны отца была деканом вокального факультета Государственного музыкально-педагогического института имени Гнесиных. Есть старшая сестра — Галина Григорьевна Борисова (Куликова) (род. 18 сентября 1970) — врач, живёт в Москве.
С 10-летнего возраста Мария ходила в театральную студию, самой первой её ролью стала роль Бабы-Яги.
В 1998 году окончила Высшее театральное училище имени Б. В. Щукина (курс Е. В. Князева).
С 1998 года по 2011 год работала актрисой Московского академического театра сатиры.
В феврале 2003 года участвовала вместе с мужем Денисом Матросовым в уникальном проекте известного немецкого дирижёра Герда Альбрехта. Это — концертный вариант «Евгения Онегина» под музыку Сергея Прокофьева, которую композитор написал в 1936 году для спектакля Александра Таирова.

## Личная жизнь
Мария Куликова была замужем за киноактёром Денисом Матросовым с 2002 года. 22 августа 2011 года у супругов родился сын Иван, но в 2014 году их союз распался.
В данный момент актриса кино Мария Куликова находится в браке с актёром кино Виталием Кудрявцевым.

## Театральные работы

### Роли в театрах

#### Театр «Ателье»
- 2016 — «Имя»[5] по пьесе М. Делапорт, А. де Ла Пательер — Маргарита

#### Театр Сатиры
- «Нам всё ещё смешно» А. Ширвиндта — ведущая
- «Восемь любящих женщин» Р. Тома — Сюзон
- «Идеальный муж» О. Уайлда — Мэйбл Чилтерн
- «Трёхгрошовая опера» Б. Брехта — Люси
- «Секретарши» Ю. Васильева, А. Семёнова — секретарша
- «Время и семья Конвей» Дж. Пристли — Хейзел Конвей
- «Таланты и поклонники» А. Островского — Александра Негина
- «Ни сантима меньше!» Альдо Николаи — Вильди

#### Антрепризы
- «Ханума» — Сона
- «Трамвай «Желание»

## Фильмография
В 1999 году Мария Куликова дебютировала в фильме «Затворник». Первой заметной ролью в карьере актрисы стала главная роль лесной царевны Марьи в фильме-сказке 2004 года «Лесная царевна». Всего же она работала более чем в 60 проектах, большинство из которых — телесериалы, и в основном в ролях «социального типажа»: врачей, учителей. Играла только положительные роли, но лишь однажды (по состоянию на 2019 год) сыграла отрицательную героиню в телесериале режиссёра Дмитрия Иосифова «Лето волков».
Мария Куликова снялась в эротических сценах в фильме «Парфюмерша», телесериале «Склифосовский» и нескольких других сериалах.
1. 1999 — Затворник — журналистка
2. 1999 — Поворот ключа — Елена Рогозина
3. 2000 — Простые истины — Лена (51 серия) / Женя (186 серия)
4. 2000 — Нам — 75 — секретарь
5. 2000 — Империя под ударом
6. 2001 — Искушение Дирка Богарда — девушка из бара
7. 2002 — 2008 — Две судьбы — Надежда Розанова / Оксана Горленко
8. 2003 — Козлёнок в молоке — студентка Люся
9. 2004 — Лесная царевна — Марья, лесная царевна
10. 2004 — Ландыш серебристый 2 — Ирина Пчёлкина, певица
11. 2004 — Даша Васильева. Любительница частного сыска 2 — Тамара
12. 2005 — Воскресенье в женской бане — Лада
13. 2005 — Новый русский романс — Алёна
14. 2006 — Главный калибр — Анна, жена Сергея Городецкого
15. 2006 — Моя прекрасная няня — Ангелина Родэ (118 серия «Ангел во плоти»)
16. 2006 — Дело было в Гавриловке — Катя
17. 2006 — Рельсы счастья — Надя, проводница
18. 2006 — Сёстры по крови — Доминика Никитина
19. 2007 — Аферисты — Юля Некрасова, психолог
20. 2007 — Она сказала «Да» — Таня
21. 2007 — Белка в колесе — Ирина Белкина, стюардесса
22. 2008 — Наследство — Дарья Михайловна Короленко, дочь Елены Григорьевны
23. 2008 — Полёт фантазии — Аня Бузова
24. 2008 — Разрешите тебя поцеловать — Наталья Киселёва, прапорщик
25. 2008 — Своя правда — Марина Гусько
26. 2008 — Ухня — эпизод
27. 2009 — Предлагаемые обстоятельства — Маргарита Сергеевна
28. 2009 — Первая попытка — Лариса, приятельница Мары
29. 2009 — Доярка из Хацапетовки 2: Вызов судьбе — Екатерина Матвеева / Марго Бланк
30. 2009 — Десантура — Зоя
31. 2009 — Рябины гроздья алые — Анастасия
32. 2009 — Женщина-зима — Полина Мороз
33. 2010 — Адвокатессы — Лариса Серебренникова / Оксана Алашеева
34. 2010 — С приветом, Козаностра — Маня
35. 2010 — Я счастливая! — Наталья Полушкина
36. 2010 — Допустимые жертвы — Катя
37. 2011 — Лето волков — Варвара Михеевна
38. 2011 — Золотые небеса — Дарья Витальевна Лёликова
39. 2011 — Доярка из Хацапетовки 3 — Катя
40. 2011 — Голубка — Калерия Подольская (после замужества — Дробышева), 24-37 лет
41. 2012 — Разрешите тебя поцеловать... снова — Наталья Киселёва, прапорщик
42. 2012 — Это моя собака — Ирина
43. 2013 — Мечтать не вредно — Марина
44. 2013 — 2025 — Склифосовский 2-12 — Марина Владимировна Нарочинская (с 96 серии — Брагина), с 26 по 48 и с 83 по 115 серию — нейрохирург в отделении неотложной хирургии, с 49 по 81 серию — главврач отделения хирургии, с 116 по 164 серии — заведующая нейрохирургическим отделением, со 164 по 174 серии — нейрохирург в центре нейрохирургии имени Н.Н. Бурденко, со 174 серии — нейрохирург в отделении нейрохирургии
45. 2013 — Его любовь — Света
46. 2013 — Ожерелье — Марина Логинова
47. 2013 — 2017 — Парфюмерша — Наталья Павловна Баранова
48. 2013 — Разрешите тебя поцеловать... на свадьбе — Наталья Киселёва
49. 2013 — Задания особой важности. Операция «Тайфун» — Серафима
50. 2014 — Уйти, чтобы вернуться — Катя
51. 2014 — Муж на час — Карина
52. 2014 — Куда уходит любовь — Наташа
53. 2014 — Когда наступит рассвет — София
54. 2014 — Заезжий молодец — Лариса
55. 2014 — Разрешите тебя поцеловать... отец невесты — Наталья Власова
56. 2014 — Поздние цветы — Вера
57. 2015 — Теория невероятности — Ирина
58. 2015 — Два плюс два — Александра
59. 2015 — Слишком красивая жена — Елена
60. 2016 — Ищу мужчину — Ирина
61. 2016 — Жемчуга — Анна Васильевна
62. 2016 — От первого до последнего слова — Татьяна Краснова
63. 2016 — Осиное гнездо — Кира Владимировна Мальцева
64. 2016 — Три дороги — Валерия Викторовна
65. 2017 — Ты моя мама? — Вера
66. 2017 — Королева «Марго» — Мария Пантелеева, телеведущая
67. 2017 — Тот, кто не спит — Марецкая
68. 2017 — Отель счастливых сердец — Вера Плетнёва
69. 2018 — От ненависти до любви — Наталья Орлова
70. 2018 — Лидия — Лидия Никитина
71. 2018 — Доктор Улитка — Кира Владимировна Улитина
72. 2018 — Впереди день — Мила
73. 2018 — Ангелина — Ангелина
74. 2018 — Анатомия убийства — Анна Спиридонова
75. 2018 — Моя звезда — Мария Ростова (Мэри)
76. 2019 — Любовь не по правилам — Мария Васина
77. 2019 — Тайна Марии — Мария
78. 2019 — Таксистка — Наталья Кольцова
79. 2020 — Теорема Пифагора — Ирина Владимировна Верещагина
80. 2020 — Смерть в объективе — Кристина Витальевна Норская
81. 2020 — Ради твоего счастья — Ирина
82. 2020 — Любовь с риском для жизни — Ольга Скворцова
83. 2021 — Актёры затонувшего театра — Вера Дмитриевна Бережная
84. 2021 — Кто поймал букет невесты — Вера Дмитриевна Бережная
85. 2021 — Хрустальное счастье — Марина
86. 2021 — Пропавшая — Катерина Гарбер
87. 2021 — Покопайтесь в моей памяти — Вера Дмитриевна Бережная, частный детектив
88. 2021 — Смерть в объективе 2 — Кристина Витальевна Норская
89. 2022 — Пригласи в дом призрака — Вера Дмитриевна Бережная
90. 2022 — Поворот на счастье — Нина Белова
91. 2022 — Без вины виноватая — Елена Сазонова
92. 2023 — Очень плохая невеста — Вера Петровна
93. 2023 — Зеркало лжи — Дина, детский логопед
94. 2023 — Мама может — Яна Иванова
95. 2023 — Море. Солнце. Склифосовский — Марина Владимировна Нарочинская-Брагина, хирург, позже заведующая нейрохирургическим отделением
96. 2024 — Свет в окне — Ольга
97. 2024 — Пока брак не разлучит нас — Ольга
98. 2024 — Рецепт счастья — Екатерина Смирнова
99. 2024 — Верю я в любовь — Надежда Матвеева
100. 2025 — Горное солнце — Катя
101. 2025 — Однажды в Залесье — Василиса Журавлёва
102. 2026 — Склифосовский. Новый год — Марина Владимировна Нарочинская-Брагина, хирург, позже заведующая нейрохирургическим отделением

## См. другое

### Телеспектакли
- 2003 — Секретарши — секретарши с букетом
- 2006 — 8 любящих женщин — Сюзон
- 2009 — Ханума

### Клипы
- 1999 — «Белые снега», исп. Анатолий Днепров
- 2001 — «Ласковая моя», исп. «Чай вдвоём»

По поводу большого числа ролей в сериалах актриса заметила:

Я не считаю работу в сериалах позором для актёра. История в фильме может быть простая, но рассказанная с душой… Иногда мне кажется, что я не тот человек, который нужен индустрии большого высокого кино. С детства у меня такое ощущение, что я недостойна чего-то большего, чем имею.